# Spondilite anchilosante
La spondilite anchilosante o brevemente SPA (dal greco spondylos vertebra, colonna), anche nota come malattia di Bechterew, pelvispondilite anchilopoietica o spondiloartrite anchilosante, è una forma di artrite immunomediata e genetica, inserita nel gruppo delle Malattie Reumatiche Infiammatorie Croniche e Autoimmuni. In particolare rientra all'interno di quello delle spondiloartriti sieronegative. Pur essendo il sistema immunitario coinvolto nel processo infiammatorio, non si riscontrano tipicamente autoanticorpi specifici come in altre malattie autoimmuni (ad esempio, nell'artrite reumatoide). La sua patogenesi è fortemente legata alla presenza del gene HLA-B27 e all'attivazione di meccanismi infiammatori, in cui sia il sistema immunitario innato che quello adattativo giocano un ruolo fondamentale. A seconda dell'interessamento clinico vengono classificate in assiali e periferiche. 

## Epidemiologia
È la più comune malattia infiammatoria dello scheletro assiale. Colpisce lo 0,2% della popolazione generale, il 2% degli individui B27 positivi e il 20% dei B27 positivi con familiarità della malattia. Predilige il sesso maschile con rapporto maschi:femmine 2,5-5:1. Nella stragrande maggioranza dei casi la malattia si manifesta in giovane età: tra i 15 e i 40 anni. I soggetti più in là con l'età possono, in alcuni casi, essere colpiti anch'essi da questa patologia, ma ciò avviene raramente. In questi casi, a ogni modo, la sintomatologia è di gran lunga più blanda così come migliore è la prognosi.

## Eziopatogenesi
La spondilite anchilosante s'instaura in soggetti geneticamente predisposti: è stata infatti osservata una strettissima associazione con l'antigene del complesso maggiore di istocompatibilità HLA-B27 e, in minor misura, con l'HLA-B60. Particolare rilevanza ha il gene HLA-B27, presente nel 90% dei malati di spondilite e il 4% delle persone sane; non si tratta però di un dato assoluto: ufficialmente sono stati scoperti almeno altri 2 geni responsabili di tale patologia, l'ARTS1 e IL23R, ma la comunità scientifica concorda sulla possibilità che ne esistano altri ancora sconosciuti. Pertanto, in presenza dei tipici sintomi e delle erosioni ossee, non possedere i geni HLA-B27 e B60 non è indicativo di assenza di patologia artritica autoimmune. 
Come di norma accade, perché si manifesti la patologia, la predisposizione genetica deve essere "attivata" da uno stimolo ambientale. Due ipotesi patogenetiche sono state formulate: ipotesi del peptide artrogenico (ipotesi del mimetismo molecolare) e ipotesi del ripiegamento alterato di HLA-B27. 

L'ipotesi più accreditata prevede che alcuni antigeni peptidici, derivanti dalla distruzione di batteri da parte del sistema immunitario dell'individuo, scatenino, in individui predisposti, una risposta autoimmunitaria per cross-reattività con HLA-B27, generando quindi la SPA. Tra i batteri, sembrerebbero coinvolti Klebsiella pneumoniae e il mycoplasma, stafilococco e streptococco, ma i dati finora ottenuti sono parziali ed è ancora necessario conoscere molto in merito a questa patologia. Nella seconda ipotesi, un anomalo ripiegamento (misfolding) del peptide HLA-B27 nel reticolo endoplasmatico innescherebbe una sequenza di eventi proinfiammatori.

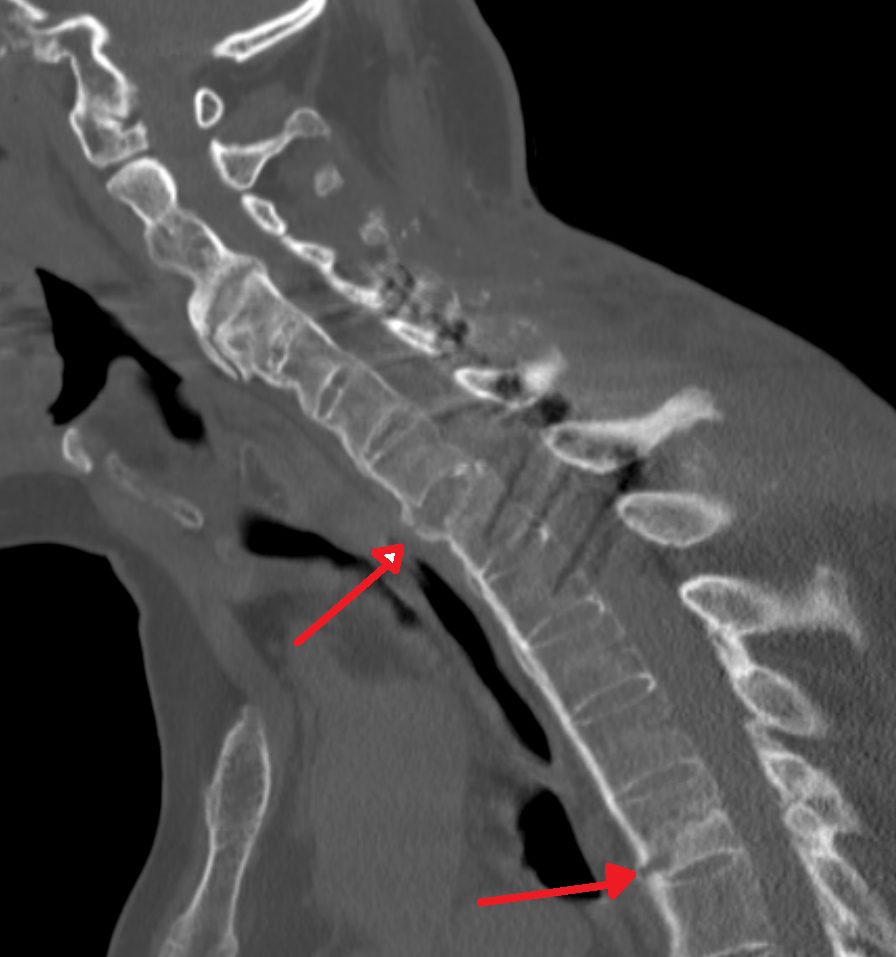
Frattura di due vertebre in soggetto affetto da spondilite anchilosante

## Clinica

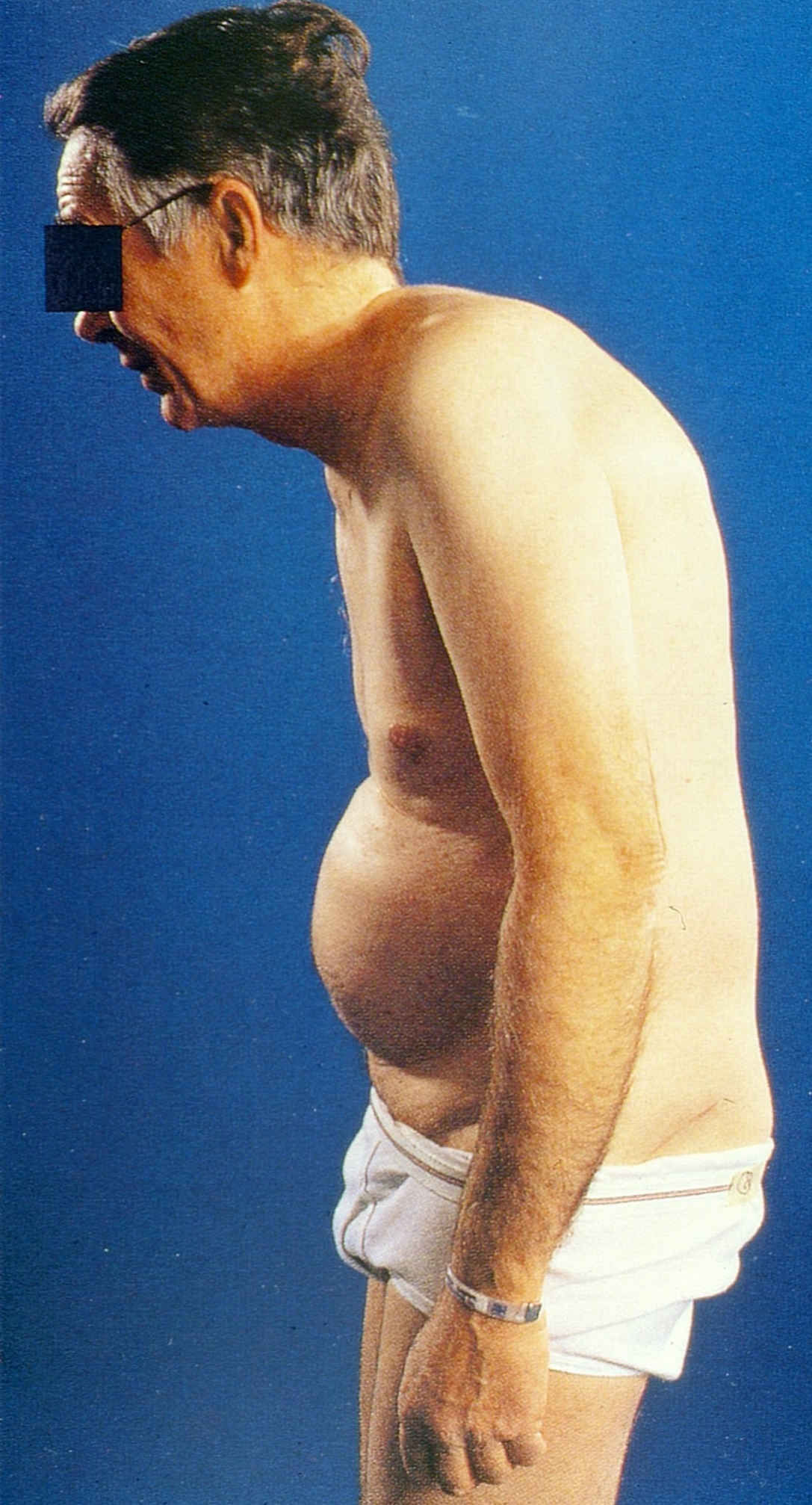
Uomo affetto da ipercifosi causata da spondilite anchilosante

Nelle cartilagini articolari vi è un'infiltrazione di macrofagi e altre sostanze del sistema immunitario; queste sostanze provocano l'infiammazione dell'articolazione che, se non curata, darà vita a un tessuto "cicatriziale" (si cicatrizza e irrigidisce) formando dei "ponti ossei" tra le articolazioni, che quindi non si possono più muovere liberamente (tipico è il quadro radiologico di colonna vertebrale a canna di bambù). 
La malattia colpisce lo scheletro assile: le articolazioni sacro-iliache sono coinvolte nel 100% dei casi; possono però essere coinvolte in concomitanza anche: la zona lombosacrale, dorsale della colonna e/o il tratto cervicale. Nei casi più gravi, in cui spesso è presente anche un coinvolgimento intestinale, la patologia può coinvolgere anche le articolazioni periferiche come caviglie, ginocchia, anche, spalle, gomito e/o polsi. Nel primo caso si parla di spondiloartrite assiale, nel secondo di spondiloartrite periferica.

### Sintomi principali
Nella maggior parte dei malati di SA assiale, la malattia provoca:
• dolore molto inteso nella zona sacrale che si irradia lungo il gluteo (lombo-sciatalgia), accompagnato da rigidità mattutina che migliora con l'esercizio, ma non con il riposo;
• difficoltà nel dormire come nell'assumere e nel mantenere molte posizioni, dolori di grave intensità al risveglio. Negli stadi avanzati della malattia il dolore, feroce, è presente anche a riposo;
• dolore bruciante e trafittivo nella zona cervicale.
La spondilite anchilisante può svilupparsi anche a livello periferico con oligoartrite asimmetrica (30%). In questi casi i distretti colpiti dalla malattia saranno spalle, gomiti, polsi, anche, ginocchia e caviglie. La patologia può manifestarsi in alcune di queste articolazioni, come in tutte.
Può essere accompagnata anche da febbricola, astenia marcata, disturbi neurologici (parestesie, deficit ecc.) causati da mielopatia, neuropatia e radicolopatia da compressione nervosa del midollo spinale (es. sindrome della cauda equina), nonché da amiloidosi, cifosi e scoliosi. Il 
fattore reumatoide è assente.

### Complicanze e sintomi sistemici
A volte (10%) vi è interessamento all'intestino (malattia di Crohn o colite ulcerosa). Altre manifestazioni extrarticolari comprendono affezioni oculari come irite (una forma di uveite, con disturbi visivi e fotofobia), cardiocircolatorie come aortite (con conseguente insufficienza aortica e disturbi del sistema di conduzione del cuore), patologie del tratto urinario (prostatite vescica iperattiva ecc.) e metaboliche, come amiloidosi.
A causa d'infezioni, dell'infiammazione dell'aorta o della compressione degli organi in caso di forte cifosi si può a volte sviluppare cardiomiopatia e, se non trattata, affezioni cardiache quali (pericardite, miocardite, scompensi e cuore polmonare); talvolta, in casi gravi, il paziente può soffrire di problemi respiratori cronici o acuti dovuti a schiacciamento del torace o come conseguenza dei danni cardiaci (edema, idrotorace) o fibrosi polmonare.
La mortalità per problemi cerebrovascolari come ictus è inoltre aumentata del 60 % nei soggetti con spondilite anchilosante rispetto a quelli sani.

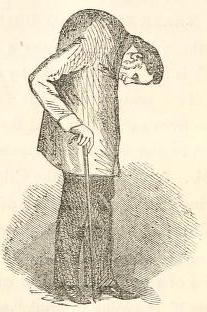
Disegno (da dagherrotipo) del 1857 che mostra un caso grave di cifosi dovuta a spondilite anchilosante

Le prognosi infauste, oggi ridotte, riguardano soprattutto il decesso per complicazioni.

## Varianti
Forma tardiva
Esordisce nel quarto-sesto decennio di vita con il quadro tipico della SA associata a enteropatie, caratterizzata da una evoluzione lenta delle manifestazioni radiologiche e da lieve oligoartrite agli arti inferiori.
Forma femminile
Nella donna è frequente l'impegno articolare periferico e caratteristica la localizzazione al rachide cervicale. Frequente è anche l'osteite pubica.
Forma giovanile
Fa parte delle artriti croniche dell'infanzia. Nell'infanzia insorge nella maggior parte dei casi dopo i 10 anni e ha una netta predilezione per il sesso maschile. La più frequente modalità d'esordio è l'artrite periferica, più spesso come mono-oligoartrite e più raramente come poliartrite. Colpisce prevalentemente le articolazioni degli arti inferiori. Frequenti sono le entesiti, soprattutto a livello dei piedi dove possono formarsi speroni calcaneali ed esostosi. Dopo un certo periodo di tempo dall'esordio, variabile da caso a caso, compaiono sacroileite e spondilite e l'artrite periferica tende alla remissione. Nel 20% dei casi insorgono lesioni oculari (iridociclite acuta).

## Diagnosi
Si basa principalmente sulla ricerca tramite esami diagnostici di flogosi articolare e dell'eventuale presenza di edemi, erosioni o ponti ossei. Caratteristica comune e sempre presente è un dolore osteoarticolare e muscolare secondario d'intensità particolarmente marcata che non migliora né col riposo né tramite assunzione di antinfiammatori. Un importante segno utile nella diagnosi precoce, inoltre, è la sciatica mozza. Parte integrante del processo diagnostico dev'essere anche la diagnosi differenziale coi tumori ossei e altre patologie simili: muscoloscheletriche o neurologiche, che sono un'altra causa di dolore importante insieme a una serie di altri sintomi che queste patologie hanno in comune.

## Terapia
Per il trattamento sintomatico vengono utilizzati i FANS o gli oppioidi. Nei soggetti in cui la patologia si manifesta con maggiore vigore si fa ricorso, dietro consenso del paziente, ai farmaci biologici come Etanercept, Infliximab, Adalimumab e altri, i quali sono inibitori selettivi del sistema immunitario e, in quanto tali, aiutano a rallentare la progressione della malattia. 
La qualità della risposta dei soggetti affetti da spondilite anchilosante a questi farmaci dipende principalmente da due fattori: dal tempo trascorso tra la comparsa dei primi sintomi e la diagnosi (più lungo sarà questo arco di tempo, minore sarà la capacità di risposta del paziente ai farmaci) e dall'azione di questi farmaci biotecnologici sulla parte del sistema immunitario utile a quel paziente nello specifico. A oggi non vi è modo di conoscere tale necessità specifica del paziente, pertanto il reumatologo è costretto a scegliere, tramite deduzione empirica, quale biologico utilizzare. Per questa ragione, quando si utilizzano i farmaci biologici è sempre necessario procedere per tentativi. Se si considera che è necessario utilizzare lo stesso biologico per almeno 4 mesi prima di poter esprimersi sull'efficacia o meno del farmaco (su quel paziente nello specifico) ed eventualmente ricominciare da capo con un nuovo biologico, s'intuisce facilmente quanto questo percorso possa essere difficile tanto psicologicamente quanto fisicamente per il paziente il quale può vedere i propri sintomi, estremamente intensi e invalidanti, alleviati dopo settimane come dopo molti mesi. In determinati casi però, quella della terapia con farmaci biologici è una strada obbligata in quanto unica opzione terapeutica che possa risultare efficace.